# Manuel Coke
Manuel Coke – panamski zapaśnik walczący w obu stylach. Zajął piąte miejsce na mistrzostwach panamerykańskich w 1986. Srebrny medalista igrzysk Ameryki Środkowej i Karaibów w 1986 roku.